# Sauvagesia rhodoleuca
Sauvagesia rhodoleuca là một loài thực vật có hoa trong họ Ochnaceae. Loài này được (Diels) M.C.E. Amaral mô tả khoa học đầu tiên năm 2007.